# Nina Eim
Nina Eim (1 de agosto de 1998) es una deportista alemana que compite en triatlón.
Ganó una medalla de plata en el Campeonato Mundial por Relevos Mixtos de 2019, dos medallas de plata en el Campeonato Europeo de Triatlón, en los años 2019 y 2022, y una medalla de oro en el Campeonato Europeo de Triatlón de Velocidad de 2022.

## Palmarés internacional
| Campeonato Mundial por Relevos Mixtos | Campeonato Mundial por Relevos Mixtos | Campeonato Mundial por Relevos Mixtos | Campeonato Mundial por Relevos Mixtos |
| Año                                   | Lugar                                 | Medalla                               | Prueba                                |
| ------------------------------------- | ------------------------------------- | ------------------------------------- | ------------------------------------- |
| 2019                                  | Hamburgo (Alemania)                   | Medalla de plata                      | Relevo mixto                          |
| Campeonato Europeo                    |                                       |                                       |                                       |
| Año                                   | Lugar                                 | Medalla                               | Prueba                                |
| 2019                                  | Weert (Países Bajos)                  | Medalla de plata                      | Relevo mixto                          |
| 2022                                  | Múnich (Alemania)                     | Medalla de plata                      | Relevo mixto                          |

| Campeonato Europeo | Campeonato Europeo | Campeonato Europeo | Campeonato Europeo |
| Año                | Lugar              | Medalla            | Prueba             |
| ------------------ | ------------------ | ------------------ | ------------------ |
| 2022               | Olsztyn (Polonia)  | Medalla de oro     | Individual         |